# Paulí de Tir
Paulí de Tir (grec antic: Παυλι̂νος, Paulinos; llatí: Paulinus) va ser bisbe de Tir.
Era probablement nadiu d'Antioquia i per això també se l'anomena Paulí d'Antioquia. Va ser contemporani i amic d'Eusebi de Cesarea que li va dedicar un dels llibres de la seva Historia Ecclesiastica.
Quan va ser nomenat bisbe de Tir, va restaurar l'església d'aquesta ciutat, destruïda pels pagans durant la persecució de Dioclecià i els seus successor (després del 303), restauració efectuada després de la mort de Maximí Daia l'any 313. La dedicació del nou edifici va merèixer una oració, Πανηγυρικός, Oratio Panegyrica, que Eusebi de Cesarea va dirigir a Paulí i que es conserva.
En la controvèrsia arriana Paulí és presentat com un dels partidaris dels arrians, encara que probablement no estava massa compromès i era un moderat allunyat dels extrems. Se sap que va estar d'acord amb la decisió dels bisbes de Palestina que van donar a Arri el poder de celebrar assemblees dels seus partidaris però al mateix temps també devia donar suport al consell dels prelats a Arri de sotmetre's a Alexandre d'Alexandria. Eusebi de Nicomèdia va escriure una carta a Paulí on el recriminava pel seu silenci i per l'ocultació dels seus sentiments. Sant Atanasi d'Alexandria l'acusa d'haver tingut idees a favor de l'arrianisme.
Abans de morir va ser traslladat al bisbat d'Antioquia però es discuteix si era l'any 323 (abans del concili de Nicea) o el 331 (després). Le Quien situa el seu nomenament el 323 i la seva mort el 324.